# Véu umeral

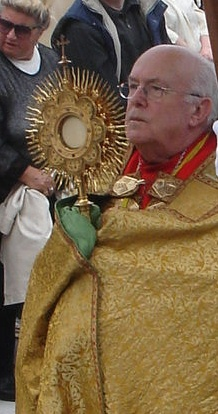
Uso do umeral para elevar o sacrário

O Véu de ombros, Véu Umeral ou simplesmente Umeral é uma veste litúrgica utilizada no Rito romano, bem como em algumas igrejas Anglicana e Luterana, para fins de culto em várias tradições cristãs ocidentais.

## Descrição
Trata-se de um manto retangular com cerca de 2,75 m de comprimento e 90 cm de largura, colocado sobre os ombros e na frente do usuário, normalmente sendo confeccionado de seda. Nas extremidades existem, por vezes, bolsos na parte de trás, para as mãos serem inseridas de forma que o usuário possa pegar itens sem tocá-los com as mãos.
Não há clareza sobre quando o véu umeral apareceu pela primeira vez, embora certamente estivesse em uso no território continental do Rito Romano, e em outros ritos antes da Reforma Protestante no século XVI, incluindo o Rito Sarum.

## Uso no rito latino da Igreja Católica
No catolicismo romano, o umeral reflete uma separação ritual. Um objeto é tido como tão sagrado que o oficiante somente pode tocá-lo com o intermédio de um tecido, no caso, o umeral.
O véu umeral é da cor litúrgica da festa do dia em que ele é usado, sendo branco ou dourado. Não há véu umeral negro para o ritual de missas Réquiem, que são as missas apenas com vestes negras, que são usados no rito romano, não sendo exigido isso. (A exceção a essa regra é o Rito Dominicano, que tem um número distinto de costumes litúrgicos.)
É mais frequentemente visto no rito romano, durante a liturgia da Exposição e Bênção do Santíssimo Sacramento. Quando o bispo, sacerdote ou diácono, em cima da pluvial, coloca sobre os ombros e cobre as mãos com as pontas do véu umeral, para que suas mãos não toquem no ostensório, como um sinal de respeito para o vaso sagrado, e como uma indicação de que é Jesus presente na espécies eucarísticas, que abençoa o povo, e não o ministro.
O véu umeral também é visto na Missa da Ceia do Senhor, quando o cibório contendo o Santíssimo Sacramento é levado em procissão para o lugar de reposição, e novamente quando é trazido de volta para o altar, solenemente durante a Sexta-Feira Santa.
a Missa Solene, em Forma Tridentina, o subdiácono usa um véu umeral carregando o cálice, pátena, ou outros vasos sagrados, que devem ser tocadas apenas pelo diácono, ou outra pessoa que recebeu as ordens maiores.
O véu umeral não deve ser confundido com a vimpa, que é um manto muito similar, porém mais estreito. As vimpas, são por vezes usadas pelos acólitos, ou outros auxiliares quando um bispo celebra a missa, pois se ele usa mitra e báculo, os auxiliares designados para esta tarefa, devem cobrir as mãos com a vimpa para mantê-las para o bispo enquanto ele não as usa, simbolizando que os itens não pertencem a eles. A vimpa pode ser na cor do dia ou, alternativamente, de um material simples, em branco ou verde.
Também pode ser usado para carregar as relíquias da Paixão de Cristo, sendo a cor vermelha a indicada no tecido. As relíquias dos santos não podem ser tomadas com humeral.